# Matt Biondi
Matthew Matt Nicholas Biondi, ameriški plavalec in pedagog, * 8. oktober 1965.